# Press Corporation Limited
Press Corporation Limited, també Press Corporation Plc, és un conglomerat empresarial, en part propietat de Press Trust, un fons fiduciari sobirà, del govern de Malawi, que està fora del control directe del govern de Malawi. Press Corporation Limited és el conglomerat més gran de Malawi i ostenta la propietat de 15 empreses a Malawi, incloses 8 filials, 4 empreses conjuntes i una empresa associada.

## Ubicació
La seu de l'empresa es troba al 3r pis, Press Corporation Limited House, Kaohsiung Road, Blantyre, Malawi. Les coordenades geogràfiques de la seu de Press Corporation són: 15°47'33.0"S, 35°00'34.0"E (Latitud:-15.792500; Longitud:35.009444).

## Visió general
Press Corporation Limited és un conglomerat empresarial que serveix com a holding per a quinze empreses de Malawi. És el conglomerat empresarial més gran del país. A 31 de desembre de 2018, Press Corporation Limited tenia actius gestionats per valor de MWK: 271.162.000.000 (376 milions de dòlars EUA).

## Història
L'empresa es va fundar el 1961 sota el nom de Malawi Press Limited, una empresa editorial. L'empresa es va expandir ràpidament i el 1979 tenia participacions en 17 empreses filials i 23 empreses associades. La ràpida expansió, però, s'havia finançat per un excessiu préstec a curt termini i aviat es va enfrontar a una important crisi financera.
El 1983 la companyia va ser reestructurada per ordre del llavors president del país, Hastings Kamuzu Banda. Després de converses amb el Fons Monetari Internacional i el Banc Mundial, una nova empresa, Press Group Limited, es va constituir el 27 de febrer de 1984 a Blantyre com a holding. Press Corporation Limited es va constituir el mateix dia, com a filial al 100% de Press Group Limited.
Press Group Limited, al seu torn és propietat de Press Trust, una organització benèfica sobirana de Malawi, que la va incorporar el 5 de març de 1982.

## Filials
La llista següent mostra les empreses filials, joint venture i associades de Press Corporation Limited.
1. Banc Nacional de Malawi: 51,5% de participació.[4]
2. Telekom Networks of Malawi Limited
3. Malawi Telecommunications Limited
4. Presscane Limited
5. People's Trading Center Limited
6. Press Properties Limited
7. Manzini Limited
8. The Foods Company Limited
9. Obriu Connect Limited
10. Ethanol Company Limited
11. Castel Malawi Limited
12. Limbe Leaf Tobacco Company Limited
13. Sunbird Tourism Plc: 10% de participació[5]
14. Macsteel Malawi Limited (empresa conjunta entre Press Corporation i Macsteel Service Centers de Sud-àfrica)
15. Press Corporation Limited/PUMA Energy International Joint Venture.

## Propietat
Les accions de Press Corporation Limited cotitzen a la Borsa de Malawi, on cotitzen amb el símbol PCL. La taula següent il·lustra els principals accionistes de les accions de Press Corporation Plc, a 31 de desembre de 2018.
| Classificació | Accionista                                | Percentatge | Notes |  |
| ------------- | ----------------------------------------- | ----------- | ----- |  |
| 1             | Premeu Confiança                          | 45.45       |       |  |
| 2             | Públic                                    | 19.83       |       |  |
| 3             | Deutsche Bank Trust Company America       | 18.88       |       |  |
| 4             | Old Mutual Life Assurance Company Limited | 15.84       |       |  |
|               | Total                                     | 100.00      |       |  |

## Governança
Radson Mwadiwa és el president del consell d'administració. Ronald Mangani és el director executiu del grup del conglomerat.